# Wörth an der Donau
Wörth an der Donau is een plaats in de Duitse deelstaat Beieren, en maakt deel uit van het Landkreis Regensburg.
Wörth an der Donau telt 4.896 inwoners.
Alteglofsheim ·
Altenthann ·
Aufhausen ·
Bach a.d.Donau ·
Barbing ·
Beratzhausen ·
Bernhardswald ·
Brennberg ·
Brunn ·
Deuerling ·
Donaustauf ·
Duggendorf ·
Hagelstadt ·
Hemau ·
Holzheim a.Forst ·
Kallmünz ·
Köfering ·
Laaber ·
Lappersdorf ·
Mintraching ·
Mötzing ·
Neutraubling ·
Nittendorf ·
Obertraubling ·
Pentling ·
Pettendorf ·
Pfakofen ·
Pfatter ·
Pielenhofen ·
Regenstauf ·
Riekofen ·
Schierling ·
Sinzing ·
Sünching ·
Tegernheim ·
Thalmassing ·
Wenzenbach ·
Wiesent ·
Wörth a.d.Donau ·
Wolfsegg ·
Zeitlarn